# دنی جونز
دنی جونز (انگلیسی: Danny Jones؛ زادهٔ ۱۲ مارس ۱۹۸۶) موسیقی‌دان اهل بریتانیا است.
از فیلم‌ها یا برنامه‌های تلویزیونی که وی در آن نقش داشته‌است می‌توان به فقط شانس من اشاره کرد.